# مايكل كروفورد
مايكل باتريك سميث (بالإنجليزية: Michael Patrick Smith)‏ ـ (ولد في 19 يناير 1942)، ويشتهر باسم مايكل كروفورد (بالإنجليزية: Michael Crawford)‏ هو ممثل وكوميدي ومغنٍّ إنجليزي. حصل على العديد من الجوائز عن أعماله الإذاعية والتلفزيونية والسينمائية والمسرحية. احتل المركز السابع عشر في قائمة أعظم مائة بريطاني في التاريخ سنة 2002.

## روابط خارجية
- مايكل كروفورد على موقع IMDb (الإنجليزية)
- مايكل كروفورد على موقع الموسوعة البريطانية (الإنجليزية)
- مايكل كروفورد على موقع ألو سيني (الفرنسية)
- مايكل كروفورد على موقع ميوزك برينز (الإنجليزية)
- مايكل كروفورد على موقع تيرنر كلاسيك موفيز (الإنجليزية)
- مايكل كروفورد على موقع أول موفي (الإنجليزية)
- مايكل كروفورد على موقع قاعدة بيانات برودواي على الإنترنت (الإنجليزية)
- مايكل كروفورد على موقع قاعدة بيانات برودواي على الإنترنت (الإنجليزية)
- مايكل كروفورد على موقع قاعدة بيانات برودواي على الإنترنت (الإنجليزية)
- مايكل كروفورد على موقع قاعدة بيانات الأفلام السويدية (السويدية)